# Recettore della dopamina D1
Il recettore della dopamina D1, anche noto come RDD1 (DRD1 in inglese),
è un proteina che nell'uomo è codificata dal gene RDD1 .

## Distribuzione tissutale
Basandosi sul Northern blot e le tecniche di ibridizzazione in situ, l'espressione dell'mRNA DRD1 nel sistema nervoso centrale è maggiore nello striato dorsale (caudato e putamen ) e striato ventrale ( nucleo accumbens e tubercolo olfattivo). Bassi livelli di espressione dell'mRNA DRD1 si registrano nell'amigdala basolaterale, corteccia cerebrale, setto, talamo, e ipotalamo.

## Funzione
Il recettore dopaminergico del sottotipo D1  è il recettore per la dopamina più abbondante nel sistema nervoso centrale. Questi recettori accoppiati a proteine G stimolano l'adenilato ciclasi e attivano indirettamente la protein-chinasi A, stimolando il neurone. I recettori D1 regolano la crescita e lo sviluppo neuronale, mediano alcune risposte comportamentali, e modulano il recettore della dopamina D2. Siti di trascrizione alternativa si traducono in due varianti di trascrizione di questo gene. Si è osservata la formazione di eteromeri D1-D2.

## Produzione
Nell'uomo, il gene DRD1 è espresso principalmente nello striato; nel topo sia nello striato che nel nucleus accumbens e nel tubercolo olfattorio. Sono stati trovati modelli di espressione del gene dall'Allen Brain Atlas nell'uomo e nel topo (la Allen Mouse and Human Brain Atlases sono progetti dell'Allen Institute for Brain Science di Seattle, che cercano di coniugare la genomica con la neuroanatomia per la creazione di mappe di espressione genica per il topo e il cervello umano).

## Ligandi

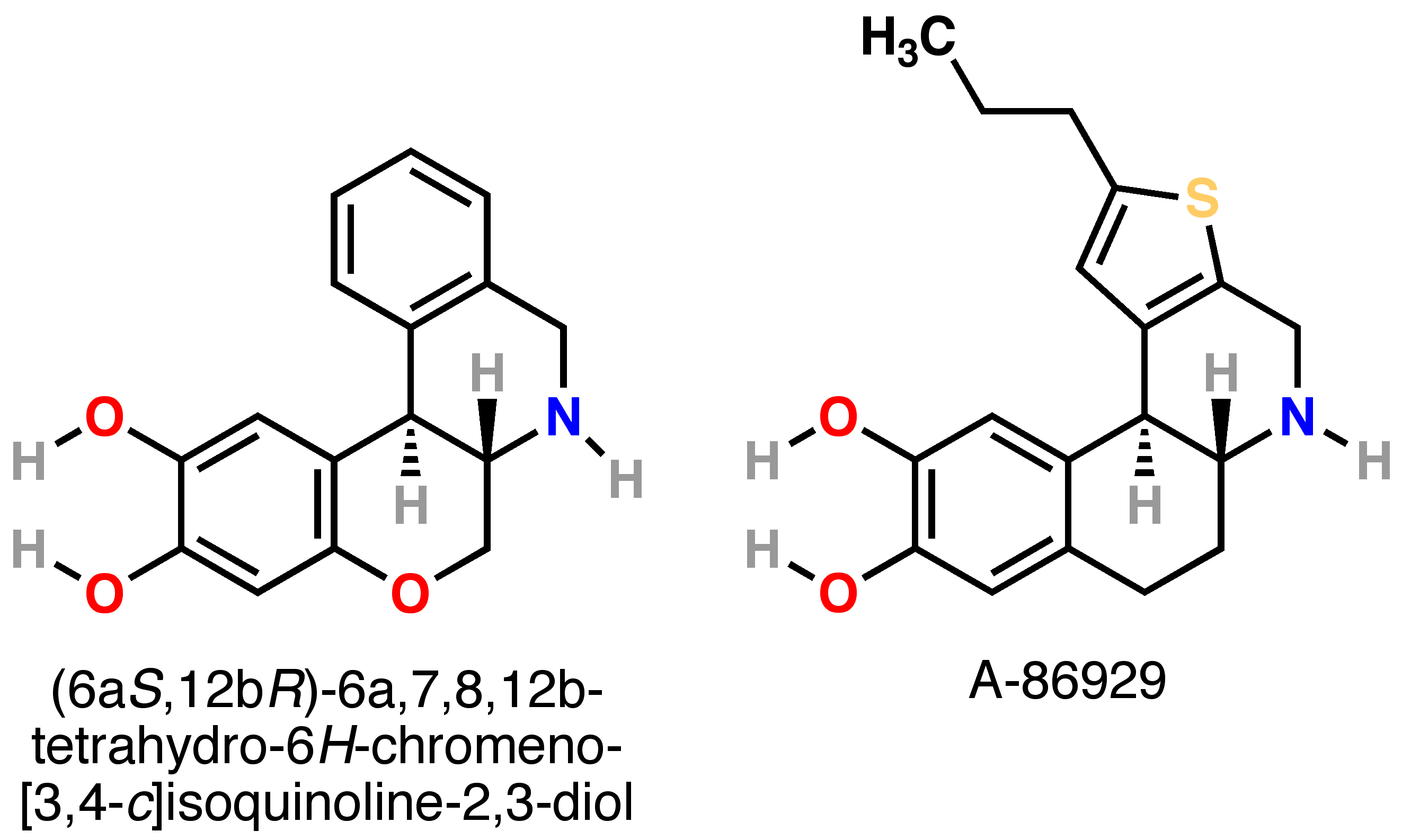
Strutture chimiche degli agonisti selettivi D_{1}

Esistono una serie di ligandi selettivi per i recettori D1. La maggior parte dei ligandi noti sono basati sulla diidrexidina o sul prototipo di agonista parziale delle benzoazepine SKF-38393 (derivato dall'antagonista prototipo SCH-23390).  Il recettore D1 ha un alto grado di omologia strutturale con il recettore della dopamina D5, ed entrambi legano farmaci simili.  Nessuno dei ligandi noti è selettivo per il D1 o il D5, ma le benzoazepine generalmente sono più selettive per i recettori D1 e D5 rispetto alla famiglia dei recettori D2. Alcune benzoazepine hanno alta attività intrinseca, mentre altre no. Nel 2015 è stato scoperto il primo modulatore allosterico positivo per il recettore D1 umano.

### Agonisti
Molti agonisti del recettore D1 sono usati in clinica. Questi includono apomorfina, pergolide, rotigotina e terguride. Questi farmaci sono preferenzialmente agonisti dei recettori D2-like. Il fenoldopam è un agonista parziale selettivo del recettore D1 che non attraversa la barriera emato-encefalica e viene usato per via endovenosa nel trattamento dell'ipertensione. Diidroexidina e adrogolide (ABT-431) (un profarmaco di A-86929 con migliorata biodisponibilità) sono gli unici agonisti selettivi del tipo D1 studiati clinicamente negli esseri umani, attivi a livello centrale. Ma poiché provocano rispettivamente ipotensione profonda e discinesi, non sono stati sviluppati ulteriormente per uso clinico.

#### Lista dei D1agonisti
- Derivati delle Diidroexidine
  - A-86929 - agonista pieno con selettività 14 volte per D1 rispetto a D2[9][15][16]
  - Diidrexidina - agonista pieno con selettività 10 volte per D1 rispetto a D2 studiato in clinica di Fase II come potenziatore cognitivo.[17][18]  Ha mostrato effetti antiparkinson profondi nei primati trattati con MPTP,[19]  ma causa profonda ipotensione.[9]  Le diidroexidine sono usate in dimostrazioni di selettività funzionale[20] con i recettori dopaminergici.[21][22]
  - Dinapsolina - agonista pieno con selettività 5 volte superiore per D1 che per D2 [9]
  - Dinossilina - agonista pieno con uguale affinità per D1 e D2[9]
  - Doxanthrina - agonista pieno con selettività 168 volte superiore per D1 che per D2 [9]
- Derivati benzazepine
  - SKF-81297 - 200 volte più selettivo per D1 su qualsiasi altro recettore[9]
  - SKF-82.958 - 57 volte più selettivo per D1 che per D2[9]
  - SKF-38393 - selettività molto elevata per D1 e affinità trascurabile per qualsiasi altro recettore[9]
  - Fenoldopam - altamente selettivo per il recettore periferico D1, agonista parziale utilizzato clinicamente come un antipertensivo[9]
  - 6-Br-APB - più selettivo 90 volte per D1 che per D2 [9]
- Altri
  - Stefolidina - alcaloide con proprietà agoniste e antagoniste per D1 e D2, mostra effetti antipsicotici
  - A-68930
  - A-77.636
  - CY-208.243 - elevata attività intrinseca di agonista parziale con selettività moderata per D1 come per D2, membro della famiglia delle ergoline come pergolide e bromocriptina.
  - SKF-89145
  - SKF-89.626
  - 7,8-diidrossi-5-fenil-octaidrobenzo[h]isochinolina: estremamente potente, agonista pieno ad alta affinità[23]
  - Cabergolina - debole D1 agonismo, altamente selettivo per D2 e recettori della serotonina
  - Pergolide - (simile alla cabergolina) debole D1 agonismo, altamente selettivo per D2, e vari recettori della serotonina

### Antagonisti
Molti antipsicotici tipici e atipici sono antagonisti del recettore D1 e antagonisti del recettore D2. Nessun antagonista del recettore D1 è stato approvato per l'uso clinico. Ecopipam è un antagonista selettivo per i recettori D1-like che è stato studiato clinicamente negli esseri umani nel trattamento di varie patologie, tra cui la schizofrenia, l'abuso di cocaina, l'obesità, il gioco d'azzardo patologico e la sindrome di Tourette, con risultati visibili. Il farmaco ha prodotto depressione e ansia moderata, reversibile negli studi clinici, ma deve completare il suo sviluppo.

#### Elenco degli antagonisti dei recettori D1
- Derivati benzazepine
  - SCH-23.390 - 100 volte selettività per D1 sopra D5 [9]
  - SKF-83.959 - 7 volte più selettivo per D1 che per D5 con affinità trascurabile per altri recettori;  agisce come un antagonista D1 e agonista D5[9]
  - Ecopipam (SCH-39.166) - un antagonista selettivo D1/5 che ERA in fase di sviluppo come farmaco anti-obesità, ma è stato sospeso[9]

## Interazioni proteina-proteina
Il recettore dopaminergico D1 interagisce con:
- COPG2
- COPG
- DNAJC14

### Oligomeri recettoriali
I D1 formano eteromeri con i recettori per la dopamina D2, D3, istamina H3,  μ oppioide.
- D1-D2
- D1-H3- NMDA